# Knutsson
Knutsson är ett svenskt efternamn. Det förekommer även i stavningsvarianter som till exempel Knutson och Knutzon.

## Personer med efternamnet Knutsson (eller varianter därav)
- Anders Knutsson (född 1931), ämbetsman, justitieråd
- Arvid Knutsson (Sparre över stjärna) (1445–1497), riksråd, lagman och häradshövding
- Björn Knutsson (född 1938), speedwayförare
- Bo Knutsson (född 1945), antikvitetshandlare
- Claes Knutson (1917–1997), arkitekt
- Dag Knutson (1898–1985), läkare
- Elisabet Knutsson (född 1952), politiker
- Erik Knutson (1882–1959), svensk läkare
- Filippa Knutsson (född 1965), modeskapare
- Folke Knutsson (1901–1993), röntgenläkare och professor
- Gert Knutsson (född 1933), geolog
- Greta Knutson (1899–1983), konstnär och poet
- Gunilla Knutsson (1940–2025), modell, Fröken Sverige
- Gösta Knutsson (1908–1973), radioman, översättare och barnboksförfattare
- Göthe Knutson (1932–2010), politiker
- Helene Hellmark Knutsson (född 1969), politiker
- Henrik Knutsson (född 1982), skådespelare
- Inge Knutsson (1948–2015), översättare
- Inger Knutsson (född 1955), friidrottare
- Johan Knutson (1816–1899), svensk-finländsk konstnär
- Johannes Knutsson (född 1947), kriminolog
- Jonas Knutsson (född 1965), musiker och kompositör
- Karl Eric Knutsson (född 1932), antropolog, professor i socialantropologi
- Kjel Knutsson (född 1951), arkeolog
- Knut Knutson (född 1951), antikvitetsexpert
- Knut Knutsson (1897–1989), bibliotekarie, slavist och översättare
- Knut Göran Knutsson (1918–2011), svensk ingenjör och affärsman
- Lars Knutsson (född 1935), affärsman
- Line Knutzon (född 1965), dramatiker
- Lottie Knutson (född 1964), journalist
- Magnus Knutsson (serieskapare) (född 1944), serieskapare
- Maria Knutsson, flera personer
  - Maria Knutsson (designer) (född 1936), italiensk-svensk formgivare och modeskapare
  - Maria Knutsson (musiker) (född 1971), sångerska
  - Maria Knutson Wedel (född 1963), fysiker
- Martina Knutsson,även Claessonn (född 1938), formgivare och konstnär
- Mats Knutson (född 1963), journalist
- Nalle Knutsson (1943–2012), musikalartist, skådespelare med mera
- Olle Knutsson (1916–1993), militär
- Rolf Göran Knutsson (född 1942), diplomat
- Stig Knutson (1907–1999), militär
- Titti Knutsson (född 1965), författare
- Torkel Knutsson (regissör) (född 1960), skådespelare och regissör
- Tyrgils Knutsson (död 1306), riksråd, drots och marsk
- Ulrika Knutson (född 1957), journalist
- Venke Knutson (född 1978), norsk sångerska

## Personer med namnet Knutsson som patronymikon
- Alv Knutsson (Tre Rosor) (omkring 1420–1496), svensk riddare, riksråd i Norge.
- Arvid Knutsson Drake (död troligen 1618), militär, landshövding.
- Arvid Knutsson (sparre över stjärna) (1400-talet), riksråd.
- Birger Knutsson (Trolle) (1300-talet), riddare.
- Carl Knutsson Posse (1687–1737), militär och diplomat.
- Erik Knutsson (död 1216), kung av Sverige.
- Erik Knutsson (Tre Rosor) (död 1520), hövitsman.
- Filip Knutsson (Aspenäsätten) (död på 1330-talet), präst.
- Filip Knutsson (Erikska ätten) (död 1251), upprorsman.
- Gull-Harald Knutsson (900-talet), dansk vikingahövding.
- Gustaf Knutsson Posse (1626–1676), hovman och riksråd.
- Holmger Knutsson (död 1248), tronpretendent.
- Jon Knutsson (Aspenäsätten) (död på 1350-talet), riddare och häradshövding.
- Jöns Knutsson Kurck den äldre (död 1577 eller 1578), ämbetsman.
- Jöns Knutsson Kurck den yngre (1590–1652), riksråd och ståthållare.
- Jöns Knutsson (Tre Rosor) (död på 1490-talet), riksråd.
- Jöran Knutsson Posse (1556–1616), riksråd.
- Karl Knutsson (Bonde) (1408/1409–1470), riksföreståndare, kung av Sverige och Norge.
- Karl Knutsson (Tre Rosor) (död 1520), norsk fältherre.
- Knut Knutsson (Lillie) (död 1596), riksråd.
- Knut Knutsson Posse (1826–1902), godsägare och politiker.
- Lindorm Knutsson Ribbing (död 1521).
- Magnus Knutsson (Aspenäsätten) (död på 1360-talet), riddare, riksråd.
- Nils Knutsson Ribbing (död 1580).
- Peder Knutsson Ribbing (död 1521).
- Svantepolk Knutsson (död 1310), riddare, riksråd.
- Sven Knutsson (död 1699), dansk-svensk präst
- Sven Knutsson (1016–1036), norsk ladejarl.
- Sven Knutsson Ribbing (död 1577).
- Torgils Knutsson (död 1306), riddare, riksråd.
- Udde Knutsson Ödell (1617–1668), landshövding och häradshövding.